# Баризоне II (Арборея)

Юдикат Арборея на карте средневековой Сардинии

Баризоне II (итал. Barisone II; 1125/1130 — 1185) — судья Арбореи с ок. 1146 года. Сын Комиты II и Елены ди Оррубу. Впервые упоминается в качестве судьи в документе 1146 года.

## Биография
В начале правления поддерживал хорошие отношения с Республикой Пиза и Святым Престолом.
В 1157 году развёлся с первой женой и женился на Агальбурсе ди Червера, дочери Понса ди Червера, виконта Баса, и Альмодис, сестры Раймона-Беренгара IV Барселонского. Этот брак знаменовал союз Арбореи с Каталонией и королевством Арагон.
Этот союз позволил Баризоне II проводить завоевательную политику в отношении соседних княжеств. В 1163 году после смерти судьи Костантино II он оккупировал юдикат Кальяри, но в следующем году был оттуда изгнан войсками Пьетро I — зятя покойного.
После этого Баризоне II сблизился с императором Фридрихом I Барбароссой, и 3 августа 1164 года получил от него титул короля Сардинии в обмен на уплату 4 тысяч серебряных марок. Эти деньги он был вынужден занять у генуэзцев под большие проценты и в обмен на различные торговые преференции и концессии. Также они получили контроль над замками Аркуэнту и Мармилия.
Тем временем император изменил своё решение и 12 апреля 1165 года объявил Республику Пиза сюзереном Сардинии. Пизанская армия высадилась на острове, и для защиты от неё снова понадобилась помощь генуэзцев — военная и денежная.
В 1168 году Баризоне II был вынужден подписать договор, согласно которому его жена Агальбурса и внук Понс де Бас становились заложниками Генуи. В 1171 году, когда между Пизой и Генуей был заключен мирный договор, заложников освободили.
В 1180 году Баризоне II начал войну против Кальяри, но потерпел поражение. В конце жизни он помирился с Пизой.

## Семья
Баризоне II был женат дважды. Первая жена — Пеллегрина де Лакон. От неё дети:
- Пьетро I
- Баризоне (ум. 1189)
- Сузанна, муж — сын Комиты I ди Галлура
- Синиспелла, мужья — Уго Понс де Червера, виконт де Бас, и Комита ди Торрес.

В 1157 году Баризоне II развёлся с Пеллегриной и женился на Агальбурсе ди Червера, дочери Понса II ди Червера, виконта де Бас.